# Jesse Cockney
Jesse Cockney (* 26. Juli 1989 in Yellowknife) ist ein ehemaliger kanadischer Skilangläufer.

## Werdegang
Cockney nahm von 2006 bis 2020 vorwiegend am Nor Am Cup teil. Dabei holte er 16 Siege und gewann in der Saison 2012/13 die Cupgesamtwertung. In der Saison 2011/12 wurde er Dritter und 2017/18 Zweiter in der Gesamtwertung. Sein erstes Weltcuprennen lief er im Januar 2011 in Otepää, welches er mit dem 68. Platz über 15 km klassisch beendete. Seine ersten Weltcuppunkte holte er im Dezember 2012 in Canmore mit dem neunten Platz im Sprint. Dies war zugleich seine beste Platzierung im Weltcupeinzel. Seine besten Platzierungen bei den Olympischen Winterspielen 2014 in Sotschi waren der 53. Platz im Sprint und der 12. Rang mit der Staffel. Bei den nordischen Skiweltmeisterschaften 2015 in Falun belegte er den 57. Platz über 15 km Freistil, den 49. Rang im Sprint und den 13. Platz im Teamsprint. Im Februar 2017 errang er bei den nordischen Skiweltmeisterschaften 2017 in Lahti den 65. Platz über 15 km klassisch und den 47. Platz im Sprint. Im folgenden Monat kam er beim Weltcupfinale in Québec auf den 68. Platz. Bei den Olympischen Winterspielen 2018 in Pyeongchang lief er auf den 35. Platz im Sprint.
Bei den kanadischen Skilanglaufmeisterschaften 2014 in Corner Brook gewann Cockney Gold über 10 km klassisch und 2018 in Thunder Bay Gold in der Verfolgung. 2015 und 2018 wurde er nationaler Meister im Sprint.

## Siege bei Continental-Cup-Rennen
| Nr. | Datum             | Ort              | Disziplin                   | Serie      |
| --- | ----------------- | ---------------- | --------------------------- | ---------- |
| 1.  | 12. Februar 2011  | Cantley          | Sprint Freistil             | Nor-Am Cup |
| 2.  | 17. Dezember 2011 | Rossland         | Sprint Freistil             | Nor-Am Cup |
| 3.  | 21. Januar 2012   | Canmore          | Sprint Freistil             | Nor-Am Cup |
| 4.  | 3. Februar 2012   | Cantley          | Sprint Freistil             | Nor-Am Cup |
| 5.  | 3. Februar 2013   | Cantley          | 30 km klassisch Verfolgung  | Nor-Am Cup |
| 6.  | 22. Februar 2013  | Grande Prairie   | Sprint Freistil             | Nor-Am Cup |
| 7.  | 11. Januar 2014   | Canmore          | Sprint Freistil             | Nor-Am Cup |
| 8.  | 16. März 2014     | Corner Brook     | 10 km klassisch 1           | Nor-Am Cup |
| 9.  | 10. Januar 2015   | Duntroon         | Sprint klassisch            | Nor-Am Cup |
| 10. | 18. März 2015     | Thunder Bay      | Sprint klassisch 1          | Nor-Am Cup |
| 11. | 20. Januar 2017   | Whistler         | Sprint Freistil             | Nor-Am Cup |
| 12. | 9. Januar 2018    | Mont Sainte-Anne | Sprint Freistil             | Nor Am Cup |
| 13. | 19. Januar 2018   | Red Deer         | Sprint Freistil             | Nor Am Cup |
| 14. | 13. März 2018     | Thunder Bay      | 15 km Freistil Verfolgung 1 | Nor-Am Cup |
| 15. | 14. März 2018     | Thunder Bay      | Sprint Freistil 1           | Nor-Am Cup |
| 16. | 6. Dezember 2019  | Canmore          | Sprint Freistil             | Nor-Am Cup |

## Teilnahmen an Weltmeisterschaften und Olympischen Winterspielen

### Olympische Spiele
- 2014 Sotschi: 12. Platz Staffel, 53. Platz Sprint Freistil, 56. Platz 50 km Freistil Massenstart
- 2018 Pyeongchang: 35. Platz Sprint klassisch

### Nordische Skiweltmeisterschaften
- 2015 Falun: 13. Platz Teamsprint Freistil, 49. Platz Sprint klassisch, 57. Platz 15 km Freistil
- 2017 Lahti: 47. Platz Sprint Freistil, 65. Platz 15 km klassisch

## Platzierungen im Weltcup

### Weltcup-Statistik
Die Tabelle zeigt die erreichten Platzierungen im Einzelnen.
- 1.–3. Platz: Anzahl der Podiumsplatzierungen
- Top 10: Anzahl der Platzierungen unter den ersten zehn
- Punkteränge: Anzahl der Platzierungen innerhalb der Punkteränge
- Starts: Anzahl gelaufener Rennen in der jeweiligen Disziplin
- Hinweis: Bei den Distanzrennen erfolgt die Einordnung gemäß FIS.

| Platzierung         | Distanzrennen a | Distanzrennen a | Distanzrennen a | Distanzrennen a | Distanzrennen a | Skiathlon Verfolgung | Sprint | Etappen- rennen b | Gesamt | Team   | Team    |
| Platzierung         | ≤ 5 km          | ≤ 10 km         | ≤ 15 km         | ≤ 30 km         | > 30 km         | Skiathlon Verfolgung | Sprint | Etappen- rennen b | Gesamt | Sprint | Staffel |
| ------------------- | --------------- | --------------- | --------------- | --------------- | --------------- | -------------------- | ------ | ----------------- | ------ | ------ | ------- |
| 1. Platz            |                 |                 |                 |                 |                 |                      |        |                   |        |        |         |
| 2. Platz            |                 |                 |                 |                 |                 |                      |        |                   |        |        |         |
| 3. Platz            |                 |                 |                 |                 |                 |                      |        |                   |        |        |         |
| Top 10              |                 |                 |                 |                 |                 |                      | 4      |                   | 4      | 2      |         |
| Punkteränge         |                 |                 |                 |                 |                 |                      | 5      |                   | 5      | 5      |         |
| Starts              |                 | 3               | 10              |                 | 1               | 5                    | 31     | 3                 | 53     | 5      |         |
| Stand: Karriereende |                 |                 |                 |                 |                 |                      |        |                   |        |        |         |

### Weltcup-Gesamtplatzierungen
| Saison  | Gesamt | Gesamt | Sprint | Sprint |
| Saison  | Punkte | Platz  | Punkte | Platz  |
| ------- | ------ | ------ | ------ | ------ |
| 2012/13 | 29     | 108.   | 29     | 57.    |
| 2013/14 | -      | -      | -      | -      |
| 2014/15 | 2      | 151.   | 2      | 92.    |
| 2015/16 | 26     | 100.   | 26     | 55.    |
| 2016/17 | 52     | 85.    | 52     | 37.    |